# Matthew Fox
Matthew Chander Fox (* 14. července 1965, Abington, Pensylvánie) je americký herec, známý především ze seriálu Lost (Ztraceni).

## Životopis
Narodil se v Abingtonu v Pensylvánii. Je synem Loretty B. (rozená Eagono), učitelky a Francise G. Foxe. Má dva sourozence, Francise Jr. (narozený 1961) a Bayarda (narozený 1969).
V roce 1989 získal bakalářský titul v ekonomice na Kolumbijské univerzitě.

## Kariéra
Na začátku své kariéry se nejdříve věnoval modelingu, poté točil televizní reklamy. Jeho první role byla v epizodě seriálu Křídla . Poté následoval Freshman dorm. Během let 2004 až 2010 hrál jednoho z hlavních hrdinů Jacka Shepharda v seriálu stanice ABC Ztraceni. Za roli byl nominován na cenu Zlatý glóbus, Satellite Awards nebo Cenu Sdružení filmových a televizních herců.
V roce 2006 si zahrál ve filmu po boku Matthewa McConaguheyho Návrat na vrchol. V roce 2008 si zahrál ve thrilleru Úhel pohledu. V roce 2012 se objevil v roli zloducha Michaela Sullivana v filmu Alex Cross. O rok později si zahrál ve filmu s Bradem Pittem ve filmu Světová válka Z.

## Osobní život
V roce 1992 se oženil s italskou modelkou Margharitou Ronchi a mají spolu dceru Kyle Allison a syna Byrona Francis.

## Filmografie

### Film
| Rok  | Název                     | Role                   | Poznámky            |
| ---- | ------------------------- | ---------------------- | ------------------- |
| 1993 | My Boyfriend's Back       | Buck Van Patten        |                     |
| 2003 | A Token for Your Thoughts | Rock Star              | krátkometrážní film |
| 2006 | Sejmi eso                 | Bill Security Super    |                     |
| 2006 | Návrat na vrchol          | Red Dawson             |                     |
| 2008 | Úhel pohledu              | Kent Taylor            |                     |
| 2008 | Speed Racer               | Racer X                |                     |
| 2012 | Alex Cross                | Picasso                |                     |
| 2012 | Emperor                   | generál Bonner Fellers |                     |
| 2013 | Světová válka Z           | USAF parašutista       |                     |
| 2015 | Zánik                     | Patrick                |                     |
| 2015 | Kosti a skalp             | John Brooder           |                     |

### Televize
| Rok       | Název                   | Role             | Poznámky                       |
| --------- | ----------------------- | ---------------- | ------------------------------ |
| 1992      | Křídla                  | Ty Warner        | díl: „Say It Ain't So, Joe“    |
| 1992      | Freshman Dorm           | Danny Foley      | 5 dílů                         |
| 1993      | CBS Schoolbreak Special | Charlie Deevers  | díl: „If I Die Before I Wake“  |
| 1994–2000 | Správná pětka           | Charlie Salinger | 142 dílů                       |
| 1995      | MADtv                   | Charlie Salinger | díl: „1.6“                     |
| 1999      | Za maskou               | James Jones      | televizní film                 |
| 2002      | Pronásledovaný          | Frank Taylor     | 12 dílů                        |
| 2004–2010 | Ztraceni                | Jack Shephard    | hlavní role, 113 dílů          |
| 2006      | Saturday Night Live     | Himself (host)   | díl: „Matthew Fox/Tenacious D“ |
| 2007–2008 | Lost: Missing Pieces    | Jack Shephard    | 4 díly                         |

### Videohry
| Rok  | Název       | Role    | Poznámky |
| ---- | ----------- | ------- | -------- |
| 2008 | Speed Racer | Racer X | Voice    |